# Opaskwayak Cree Nation 21C
Opaskwayak Cree Nation 21C (engelska: Opaskwayak) är ett reservat i Kanada.   Det ligger i provinsen Manitoba, i den centrala delen av landet, 2 000 km väster om huvudstaden Ottawa.
Trakten runt Opaskwayak Cree Nation 21C består till största delen av jordbruksmark. Runt Opaskwayak Cree Nation 21C är det mycket glesbefolkat, med 2 invånare per kvadratkilometer.